# Досифей Ґаляховський
Ґаляховський Дем'ян Олексійович (чернече ім'я Досифей; *1719, Глухів — †після 1763) — професор, перекладач, бібліотекар Києво-Могилянської академії, архімандрит Слуцького Троїцького монастиря. Вихованець і викладач Києво-Могилянської академії.

## Біографія
Освіту здобув у Києво-Могилянській академії (1724–1740). 1737–1739 навчався у класі філософії.
По закінченню КМА запрошено до Санкт-Петербурга перекладачем при кабінеті імператриці. Мав атестат від 22 липня 1740 «за рукою преосвященного» з рекомендацією «о бытии его во училищах при честном обхождении».
Повернувшись у Київ, у 1745/1746 навчальному році був учителем у класі синтаксими КМА, з 1746 до середини 1749 викладав риторику та Велику інструкцію. Крім того, наглядав за Старшою студентською конгрегацією (Congregatio major), був бібліотекарем і відповідав за постачання закордонних видань. З цією метою підтримував постійні зв'язки з книговидавцями Пресбурґа (тепер Братислава), Бреслау (тепер Вроцлав), Варшави та інших міст Європи.
17 серпня 1749 призначено кафедральним писарем Київського Софійського монастиря. Деякий час був настоятелем Глухівського Троїцького собору. Приймав присягу у військових канцеляристів, які вступали до Генеральної військової канцелярії (1756).
1759–1763 — архімандрит Слуцького Троїцького монастиря. Увійшов в історію церкви як один з відомих захисників православ'я.